# Alvin Walker
Alvin Spencer Walker II (* 21. Mai 1971 in Allentown (Pennsylvania); † 5. Dezember 2022) war ein US-amerikanischer Jazzmusiker (Posaune).

## Leben und Wirken
Walker wuchs in Hampton, Virginia auf und besuchte die Phoebus High School, um schließlich an der Virginia Commonwealth University zu studieren. Als Posaunist war er lange Jahre Mitglied im Count Basie Orchestra, zu hören auf Alben wie Live at Manchester Craftsmen's Guild (1996, mit den New York Voices), Count Plays Duke (1998) und Ray Sings - Basie Swings (2006, mit Ray Charles) und zuletzt 2014 A Very Swingin' Basie Christmas!. Außerdem leitete er eigene Gruppen und wirkte als Mitglied der Basie-Band an Aufnahmen von Joe Williams, Nancy Wilson, Benny Carter, Tony Bennett, Hank Jones, Tito Puente, Herbie Hancock, Rosemary Clooney und Jamie Cullum mit, des Weiteren tourte er mit dem Duke Ellington Orchestra (Ghost Band). In New York spielte er auch mit Valery Ponomarev, Hector Martignons Bandagrande, Grover Mitchells New Blue Devils und mit der High & Mighty Brass Band. Im Bereich des Jazz war er laut Tom Lord zwischen 1996 und 2019 an 14 Aufnahmesessions beteiligt.